# チューク国際空港
チューク国際空港（チュークこくさいくうこう、Chuuk International Airport） (IATA: TKK, ICAO: PTKK)は、ミクロネシア連邦チューク州（チューク諸島）の主島ウェノ島（Weno、旧称：モエン島、Moen）にある空港。

## 就航路線
周辺地域の島々と同様に、人口及び旅行客が少ないため、商業航空便は限られる。第二次世界大戦前は大日本航空の飛行艇が横浜港との間を結んでいたが、現在は唯一の定期便はユナイテッド航空の「アイランドホッパー」（"Island Hopper"）と呼ばれるグアム - ホノルル間を往来する便（週当たり片道3便ずつ就航）とグアム - ポンペイ間を往来する便（週当たり片道1便ずつ就航）のみであった。
しかし、2015年11月にナウル航空が就航し、さらに2016年12月3日よりニューギニア航空がポートモレスビーからの便を就航させ、さらに2018年9月1日より東京の成田空港からも週2便就航した。
しかし同年10月1日からの週1便に減便に伴い搭乗予定者が減少したことから、ニューギニア航空は同年10月13日より運休させた。
| 航空会社         | 就航地                                                          |
| ---------------- | --------------------------------------------------------------- |
| ユナイテッド航空 | グアム、ポンペイ、コスラエ、クワジャリン、マジュロ、ホノルル    |
| ナウル航空       | ポンペイ、コスラエ、マジュロ、ナウル、タラワ                    |
| ニューギニア航空 | 東京/成田（運休中）、ポンペイ、ポートモレスビー（ポンペイ経由） |

## 事件・事故
- 2018年9月28日、ポンペイ国際空港発ポートモレスビー・ジャクソン国際空港行きのニューギニア航空73便（ボーイング737-8BK）が経由地であるチューク国際空港への着陸時に空港から135mのラグーンに着水した。乗員乗客47名のうち１名が亡くなった。地元住民とアメリカ海軍の兵士によって乗員乗客は救助された[4]。

## 外部リンク

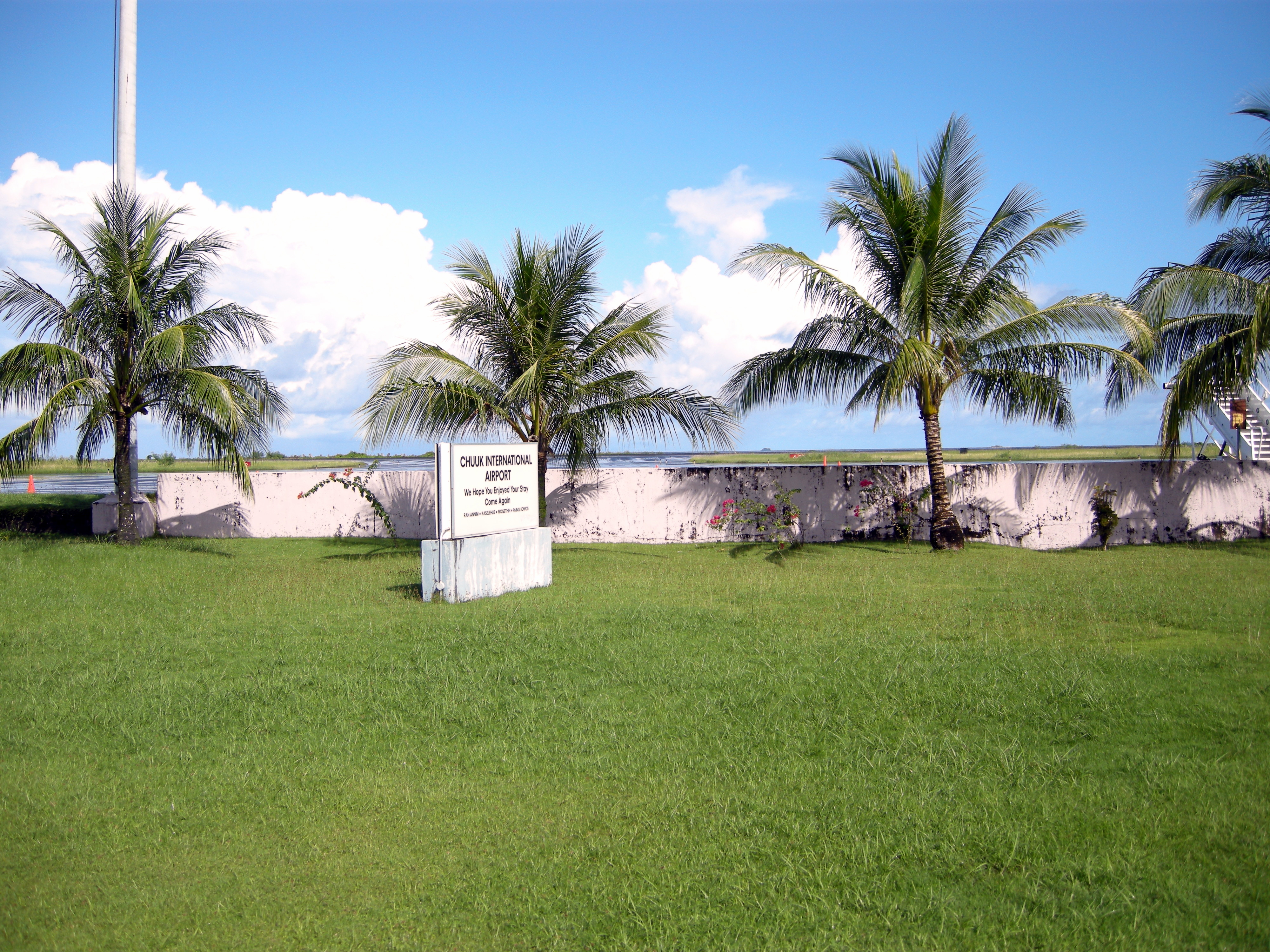
空港遠景